# Мазыкская игрушка

Коник

Мазы́кская игрушка — русский народный промысел, состоящий в изготовлении игрушек с помощью топора без использования других инструментов . Образы игрушек, способ рубки восстановил Александр Шевцов, проживая в с. Савино Ивановской области.  Другие названия промысла: «топо́рщина», «болва́шка», «тарару́шка», «щепно́й това́р». Бытовала в среде офеней-мазыков Верхневолжского региона. В XIX веке изготавливалась в Шуйском уезде Владимирской губернии. Промысел практически не сохранился, так как изделия, чаще всего, делались не на продажу, а для личного потребления. В основном игрушки представляли собой статуэтки зверей и людей, которые выполняли роль языческих божков — покровителей домашнего очага, идолов, оберегов и просто детских игрушек.
Образы игрушек, дошедших до наших дней - это "Коник", "Тетерка", "Кукушечка", "Папа с дочкой", "Мама с сыночком", "Щука", "Челночок", "Панок и Паночка". 